# Ewa Andrzejewska (chimiste)
Pour les articles homonymes, voir Ewa Andrzejewska.
Ewa Andrzejewska est une chimiste, enseignante de sciences chimiques et professeure titulaire polonaise née le 24 février 1950 à Gostyń et morte le 21 juin 2019.
Elle est professeure titulaire à l'Institut de technologie et d'ingénierie chimiques du département de technologie chimique de l'École polytechnique de Poznań,.

## Biographie
Elle est diplômée de l'École polytechnique de Poznań (pl) en 1973,.
Le 22 octobre 1982, à l'université Adam Mickiewicz, elle soutient sa thèse de doctorat intitulée Polimeryzacja 1,3,5-tritianu w stanie stałym inicjowana promieniowaniem nadfioletowym, et le 23 juin 1998, elle est habilitée à l'École polytechnique de Poznań sur la base d'une évaluation de ses réalisations scientifiques et de sa thèse intitulée Fotoinicjowana polimeryzacja di(met)akrylanów: kinetyka procesu oraz właściwości produktu reakcji,.
Le 7 octobre 2010, elle reçoit le titre académique de professeur en sciences chimiques. Elle prend le poste d'enseignante à l'Institut de technologie et d'ingénierie chimiques de la Faculté de technologie chimique de l'École polytechnique de Poznań.
Elle meurt le 21 juin 2019. Ses funérailles ont lieu le 3 juillet 2019.

## Récompenses et distinctions
- 2003 : Croix d'Or du Mérite[1],[2]
- 2005 : Médaille de la Commission de l'Éducation nationale (pl)[1],[2]
- Médaille d'Or d'ancienneté (pl)[2]